# 樟木林镇
樟木林乡，是中华人民共和国广西壮族自治区贺州市昭平县下辖的一个乡镇级行政单位。

## 行政区划
樟木林乡下辖以下地区：
樟林村、三江村、陶坡村、高岩村、岩口村、九如村、新华村、水龙村、樟村、潮江村、龙井村、平田村、古连村和佳田村。